# 司徒秀
司徒秀（英語：Dana Shell Smith，1970年—），美國前外交官，歷任美國駐卡達大使、美國國務院公共事務局首席副助卿、美國在台協會發言人兼文化新聞組長等職，並派駐過埃及、以色列、約旦、阿拉伯聯合大公國等多個海外崗位，曾為第一位派駐加薩走廊的美國新聞官。2017年卡達外交危機期間，她對於美國的政策有所批評，並自行宣布辭去駐卡達大使一職。

## 生平
司徒大使成長於加州聖塔莫尼卡，為猶太裔出身，擁有聖地牙哥加利福尼亞大學政治學及中東研究文學士學位，通曉阿拉伯語、中文、西班牙語及希伯來語，夫婿施海瑞（Ray Smith）為美國外交安全局幹員，夫妻兩人曾一同派駐於美國在台協會台北辦事處，育有兩個孩子。

## 經歷
- 1993年—1996年：美國駐埃及大使館（阿拉伯语：سفارة الولايات المتحدة في مصر）助理文化官[3]
- 1996年—1999年：美國駐以色列大使館（現特拉維夫分館（英语：Tel Aviv Branch Office of the Embassy of the United States））公共外交事務官[3]
- 1999年—2002年：美國駐約旦大使館新聞專員（英语：Attaché）[3]
- 2004年—2006年：美國在台協會台北辦事處文化新聞組長兼發言人[2]
- 2006年—2008年：國務院人力資源局（英语：Bureau of Human Resources）生涯發展暨選派處高階顧問[3]
- 2009年—2010年：駐杜拜區域媒體樞紐中心阿拉伯語發言人[3]
- 2010年—2011年：國務院公共事務局（英语：Bureau of Public Affairs）國際媒體副助卿[3]
- 2011年—2014年：國務院公共事務局首席副助卿[3]
- 2014年：國務院公共外交暨公共事務次卿（英语：Under Secretary of State for Public Diplomacy and Public Affairs）高階顧問[3]
- 2014年—2017年：美國駐卡達大使[1]